# 2016 في النرويج
فيما يلي قوائم الأحداث التي وقعت خلال عام 2016 في النرويج.

## رياضة
- 22 مايو – طواف النرويج 2016 الفائزون بيتر وينينج، سوندر هولست إنجر، مادس بيدرسن، إيدفالد بواسون هاغن، أودد كريستيان إيكينغ، فريق النرويج لركوب الدراجات للرجال 2016.
- 14 أغسطس – سباق النرويج 2016 الفائزون ستيف كليمنت، جياني موسكون، توم فان أسبروك، جون ديجينكولب، سكاي 2016 [الإنجليزية]‏، أوسكار جاتو.
- 4 سبتمبر – طواف ديف يغد 2016 الفائزون نيك فان دير لييك، كارل فريدريك هاغن، Roompot-Oranje Peloton 2016  [لغات أخرى]‏، مايكل شير، ألكسندر كريستوف.

## أفلام
من الأفلام التي صدرت هذه السنة في النرويج:
- 1 يناير – آمال السينما من إخراج Michael Palm  [لغات أخرى]‏.

## وفيات

### يناير
- 11 يناير – بيرغ فوره (مواليد 1937) سياسي نرويجي.